# Rune Botersten
Rune Hjalmar Botersten, född 7 december 1920 i Adolf Fredriks församling i Stockholm, död 11 februari 1990 i Skogaholm i Hallsbergs kommun och Svennevads församling, var en svensk målare, tecknare och grafiker.

## Biografi
Botersten studerade vid Otte Skölds målarskola och vid Konstfackskolan i Stockholm och har därefter genomfört studieresor till Tyskland, Grekland, Italien, Sovjet, Polen, Nederländerna och Frankrike.
Bland hans offentliga uppdrag märks bland annat glasfönster till Trastenskolan i Hallsberg, glasfönster till Sköllersta skola, glasfönster till Johanneskyrkan i Kumla, en temperamålning till Veterinärhögskolan i Stockholm, krucifix, altarbord och ljusstakar till bisättningsrummet vid Svennevads kyrka, relief till Stocksäterskolan, Hemmansboda kraftverk, Nicolai kyrka i Nyköping, Örebro stadsbibliotek och Storstockholms Lokaltrafik.
Vid sidan av sitt eget skapande undervisade han i måleri på Alléskolan i Hallsberg. Han tilldelades Hallsbergs kulturstipendium 1972.
Botersten är representerad vid HMK Gustav VI Adolfs samlingar, Moderna Museet, Stockholms landsting, Örebro läns landsting, Västmanlands läns landsting, Skaraborgs läns landsting, Örebro läns museum, Statens konstråd, Stockholms kommun, Örebro kommun, Hallsbergs kommun, Solna kommun, Kumla kommun, Nora kommun och Sveriges allmänna konstförening.